# 夏の夜空と秋の夕日と冬の朝と春の風
『夏の夜空と秋の夕日と冬の朝と春の風』（なつのよぞらとあきのゆうひとふゆのあさとはるのかぜ）は、2019年10月25日公開の日本映画。日常の出会いや別れ決意などの人間模様を季節と共に
力強くそして優しくに描かれた４話で構成されるオムニバス映画。
同作は、福岡県遠賀郡の芦屋町で映画を製作する企画「芦屋町で映画を作ろう」プロジェクトの第1～4弾となる作品。
メガホンをとるのは映画「風のたより」などを手がけた向井宗敏監督。

## 『桜咲くころに君と』（さくらさくころにきみと）
物語の主人公は、余命幾ばくもない妻・真奈のために仕事を辞めたばかりの小学校教師・古賀尚也（市原）。尚也は真奈との残り少ない時間を噛みしめるように過ごしていた。
そんな中、尚也の元へ受け持っていたクラスの生徒が行方不明になったとの知らせが届く…。

### キャスト
- 古賀尚也：市原隼人
- 古賀真奈：平田薫
- 池田旭広
- 大谷史士
- 松本一沙
- 一木花漣

### 主題歌
- ハジ→「春夏秋冬。」

## 『ナツヨゾラ』（なつよぞら）
芦屋中学校に通う田中ゆみ(齊藤なぎさ)と幼馴染の小杉亘(宮世琉弥)。小杉の母親(岩佐真悠子)が再婚する事になり引っ越す事が決まる小杉。
その事をゆみに黙ってた事をきっかけに仲が決まずくなり…。
その頃、小学生の間で4日後に願いに叶う大きな花火が上がるという噂が流れていた。

### キャスト
- 田中ゆみ：齊藤なぎさ(=LOVE)
- 小杉亘：宮世琉弥
- 高橋圭：萩原護
- 小杉美江：岩佐真悠子
- 吉村先生：荒井敦士

### 主題歌
- みゆな「くちなしの言葉」

## 『時々もみじ色』（ときどきもみじいろ）
日々喧嘩に明け暮れていた高校生の大和(鈴木伸之)は安田(モロ師岡)との偶然の出会いからボクシングを始め、全国レベルまで成長する。
高校3年の秋、安田に「大学で一緒に夢を見ないか？」と誘われ、推薦を受けることにした大和だが、推薦先の大学の顧問は以前大和がぶっ飛ばした相手だった…。

### キャスト
- 中島大和：鈴木伸之
- 橋本美咲：松田るか
- 小林博史：安井順平
- 山川佳奈子：麻木玲那
- 安田：モロ師岡

### 主題歌
- BENI「夢色日和」

## 『冬のふわふわ』（ふゆのふわふわ）
亡くなった父親の影響で革職人になり東京で革工房を開き始めた菊池綾子(飯豊まりえ)。デザインセンスはあるのだが、コンペも不採用、お客からも不評だった。「デザインはいいのに…何が足りないんだろ…」と悩み始める綾子。
父親の三回忌で地元に戻った時、叔父の修二(袴田吉彦)や母親の貴子(原日出子)から父親が残した言葉を聞く。その言葉によって自分が足りなかったものに気付く。日常をやさしく切り取ったストーリー。

### キャスト
- 菊池綾子：飯豊まりえ
- 菊池貴子：原日出子
- 叔父：袴田吉彦
- 横山敦：こくぼつよし

### 主題歌
- moumoon 「One Time」

## スタッフ
- 企画・監督：向井宗敏
- 脚本：向井宗敏、三谷伸太朗
- プロデューサー：伊藤正美、松本光司、仲山雅也
- 撮影：吉沢和晃
- 照明：本間光平
- 録音：高島良太
- 美術：山下修侍（ナツヨゾラ・冬のふわふわ）、西岡萌子（時々もみじ色・桜咲く頃に君と）
- 編集：人見健太郎
- 衣装：石橋万里（ナツヨゾラ）、匂阪真人（冬のふわふわ）、人見千紘（時々もみじ色・桜咲く頃に君と）
- 助監督：湯本信一
- 配給：ギグリーボックス
- 制作：株式会社DEXI
- 製作：「夏の夜空と秋の夕日と冬の朝と春の風」製作委員会